# 富士・L4-1エンジン
富士・L4-1（ふじ・L4-1）とは、富士重工業の開発した直列4気筒ガソリンエンジンである。試作車P-1用として開発されたが、P-1の量産計画中止によって、本機も日の目を見ることはなかった。

## 概要
1952年、富士自動車工業は1,500cc級の乗用車の開発を開始。P-1と命名された試作車は、当初同門企業である富士精密工業のFG4Aエンジンを搭載していた。しかし、このエンジンはプリンス自動車(たま自動車)の依頼と出資によって開発されたものであり、プリンスと富士精密の合併の気運が高まった1954年には、競合相手となる富士自動車工業への販売が不可能となった。一方、富士自動車工業もFG4Aの供給途絶を見越して、大宮富士工業に対して新たな1,500cc級のエンジンを発注していた。
L4-1型と称する新エンジン開発の中心を担ったのは、大宮富士工業の若手技術者であった本田元光である。本田は戦前から在籍している技術者の助言や、フォード・コンサル、ボクスホールの小型車用エンジンを参考としながら設計を進めていった。1954年2月には試作機が完成して火入れが行われ、45psの出力を記録。その後も改良が加えられ、最終的にベンチで63ps/4,600rpmを記録した。増加試作機が製作され、実際にP-1への搭載が行われたのは翌1955年4月のことである。本機はFG4Aに比して出力だけでなく、重量の面でも優れており、P-1の車両重量はFG4A搭載型1,230kgに対してL4-1搭載型は1,178kgとなった。

## 搭載車種
- P-1(スバル・1500)

## 基本仕様
- 種類：直列4気筒 4ストローク 水冷
- 排気量：1,485cc
- バルブトレーン：OHV
- 最大出力：55PS/4,400rpm
- 最大トルク：11.0kgf·m/2,700rpm